# 9è districte congressual d'Indiana
El 9è districte congressual d'Indiana és un districte congressual que tria un Representant per a la Cambra de Representants dels Estats Units per l'estat d'Indiana. Segons l'Oficina del Cens,l'any 2011 el districte tenia 724 809 habitants. Actualment el districte està representat pel Republicà Todd Young.

## Geografia
El 9è. districte congressual està situat en les coordenades 38° 46′ 59″ N, 86° 12′ 46″ O / 38.78306°N,86.21278°O.

## Demografia
Segons l'Oficina del Cens dels Estats Units, l'any 2011 hi havia 724809 persones residint en el 9è districte congressual. Dels 724809 habitants, el districte estava compost per 686935 (el 94.8%) de blancs; d'aquests, 676893 (el 93.4%) eren blancs no llatins o hispans. A més 18327 (el 2.5%) eren afroamericans o negres, 1443 (el 0.2%) eren natius d'Alaska o amerindis, 11297 (el 1.6%) eren asiàtics, 127 (el 0%) eren natius de Hawaii o illencs del Pacífic, 6185 (el 0.9%) eren d'altres races i 10537 (l'1.5%) pertanyien a dues o més races. Del total de la població 21441 (el 3 %) eren hispans o llatins de qualsevol raça; 15650 (el 2.2%) eren d'ascendència mexicana, 1379 (el 0.2%) porto-riquenya i 571 (el 0.1%) cubana. A més de l'anglès, 835 (el 2.5%) persones de més de cinc anys parlaven espanyol perfectament.
El nombre total de llars en el districte era de 281130, i el 65.8% eren famílies en les quals el 28.3% tenien menors de 18 anys vivint amb ells. De totes les famílies vivint en el districte, solament el 51% eren matrimonis. Del total de llars en el districte, el 5.5% eren parelles que no estaven casades, mentre que el 0.4% eren parelles del mateix sexe. La mitjana de persones per llar era de 2.48.
L'any 2011, els ingressos mitjans per llar en el districte congressual eren de 44885$, i els ingressos mitjans per família eren de 68236$. Les llars que no formaven una família tenien uns ingressos de 97836$. El salari mitjà de temps complet per als homes era de 41826$ i de 32992$ per a les dones. La renda per capita per al districte era de 22316$. Al voltant del 10.8% de la població estaven per sota del llindar de pobresa.